# Paperback Hero
Paperback Hero er en australsk komediefilm fra 1999 med Claudia Karvan og Hugh Jackman i hovedrollerne. Filmen blev instrueret af Antony Bowman, som også skrev manuskriptet. Filmen blev overvejende filmet i Queensland, herunder Nindigully.

## Medvirkende
- Hugh Jackman som Jack Willis
- Claudia Karvan som Ruby Vale
- Angie Milliken som Ziggy Keane
- Andrew S. Gilbert som Hamish
- Jeanie Drynan som Suzie

## Eksterne Henvisninger
- Paperback Hero på Internet Movie Database (engelsk)
- Paperback Hero i Svensk Filmdatabas (svensk)
- Paperback Hero på AlloCiné (fransk)
- Paperback Hero på MovieMeter (nederlandsk)
- Paperback Hero på AllMovie (engelsk)
- Paperback Hero på The Movie Database (engelsk)
- Paperback Hero på Rotten Tomatoes (engelsk)
- Paperback Hero på Filmaffinity (engelsk)